# Rocca Calascio

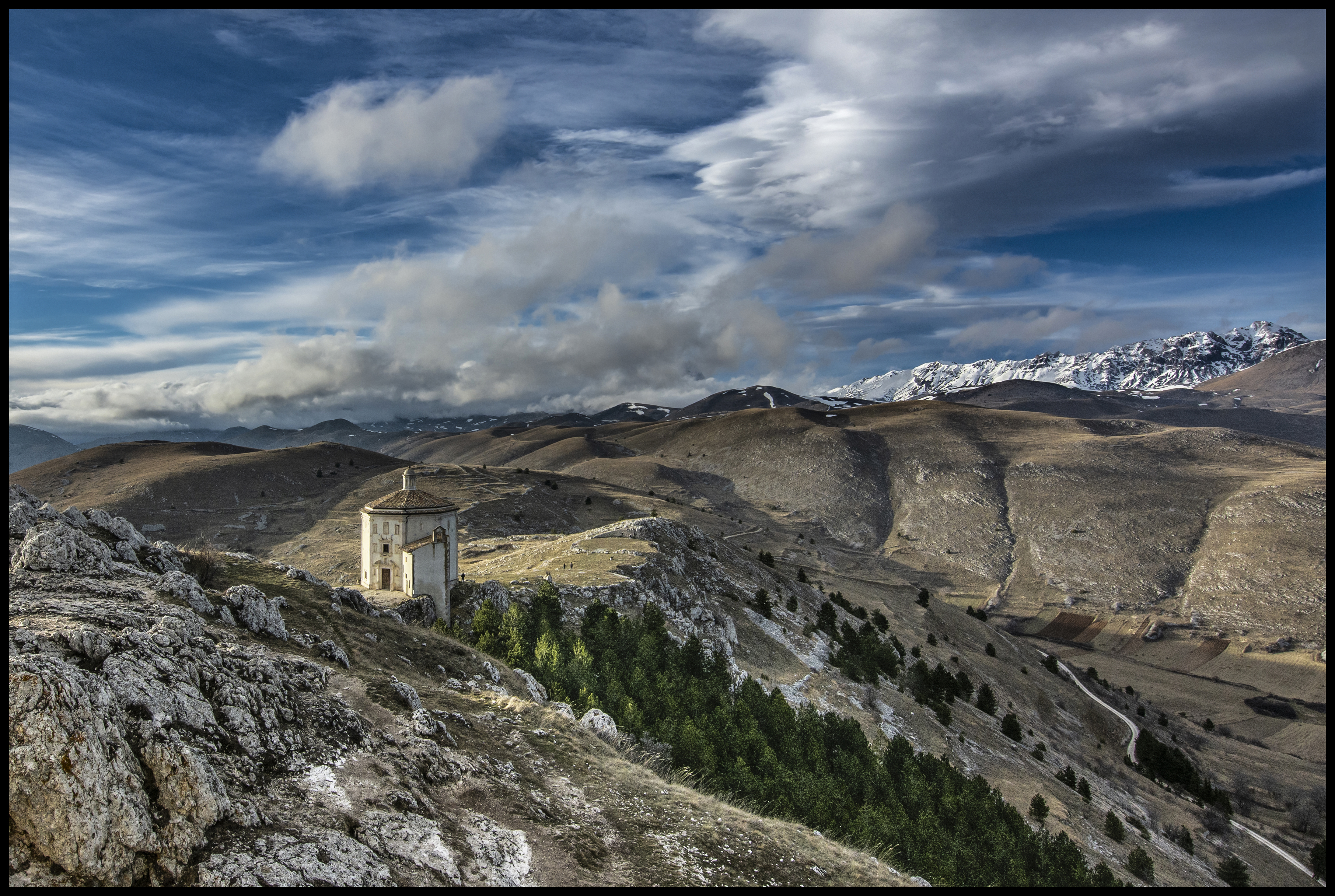
Santa Maria della Pietà

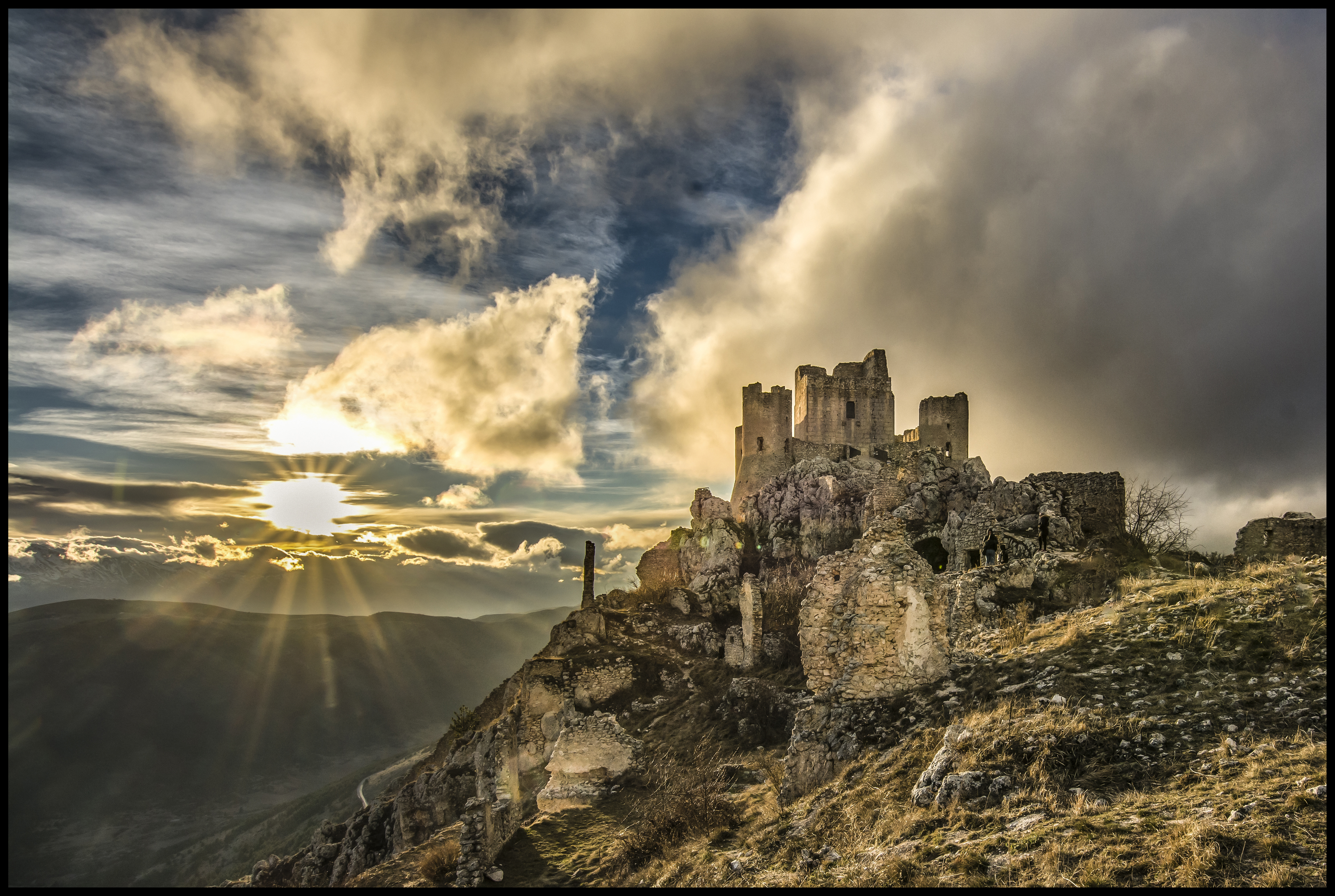
La parte alta del castello con la rocca

Rocca Calascio è l'unico castello del comune italiano di Calascio, in provincia dell'Aquila, dal cui centro abitato dista circa 3 km per un dislivello di 200 metri.
Il castello è costituito dalla rocca vera e propria e dal borgo medievale adiacente che si sviluppa da essa verso sud-est. Sul versante opposto, a nord-ovest, si trova invece la chiesa di Santa Maria della Pietà. Situato a 1464 metri di altezza secondo il Parco Nazionale del Gran Sasso (mentre l'Istituto Italiano dei Castelli riporta 1520 m s.l.m.), è tra i più elevati castelli d'Italia (lo supera il castello di Andraz, situato sopra i 1700 metri) ed è considerato uno dei simboli dell'Abruzzo. La rocca, baricentrica tra l'altopiano di Campo Imperatore e quelli sottostanti di Navelli e del Tirino, è inserita in un contesto di grande valore paesaggistico e ricompresa nel Parco nazionale del Gran Sasso e Monti della Laga di cui costituisce una delle principali mete turistiche.

## Storia
La prima edificazione della rocca viene fatta risalire tradizionalmente a Ruggero II d'Altavilla, che volle la costruzione di questa fortificazione dopo la conquista normanna. Con il Medioevo assunse un forte interesse strategico e militare, facendo infatti parte di un imponente sistema difensivo di avvistamento, che si estendeva dagli Appennini al mare Adriatico e serviva a monitorare questo territorio.
Durante il Medioevo, attorno alla torre si sviluppò il borgo di Rocca Calascio. Esso fece parte, con Calascio, Carapelle Calvisio, Castelvecchio Calvisio e Santo Stefano di Sessanio, della celebre baronia di Carapelle dal XII secolo.
Fu Ferdinando I di Napoli che, nel 1463 concesse la proprietà del complesso ad Antonio Todeschini, membro della famiglia Piccolomini Todeschini, che commissionò l'adattamento della fortificazione alle armi da fuoco, portandola alla forma attuale.
Durante la sua dominazione la torre fortificata smise però di avere una funzione militare ed entrò nella fase del suo declino. Sotto la dominazione aragonese venne istituita la Dogana della mena delle pecore in Puglia, che diede nuova linfa all'economia della zona. La pastorizia e le attività a essa legate diventarono quindi la principale fonte di reddito del borgo, della rocca e dell'area circostante, tanto che nel 1474 i paesi della baronia possedevano oltre 90.000 pecore; la zona diventò inoltre un fulcro della produzione e del commercio della lana. Nel 1579 il borgo e la rocca vennero acquistati dalla famiglia fiorentina dei Medici per 106.000 ducati insieme all'intera baronia di Carapelle e al marchesato di Capestrano grazie al contratto tra Costanza Piccolomini e Francesco I de' Medici, granduca di Toscana.
Con la dominazione borbonica dopo il 1743, anche l'intero abitato della Rocca iniziò il suo declino e fu progressivamente abbandonato, fino a risultare completamente disabitato nel 1957.
A partire dagli anni '80 del XX secolo il castello è stato sottoposto a lavori di restauro e consolidamento e alcune abitazioni del borgo medievale sono state recuperate e convertite a strutture ricettive. Rocca Calascio e la sua rocca sono così diventati una delle principali mete turistiche dell'Abruzzo aquilano. Ciò nonostante il borgo è tuttora semi spopolato.

## Monumenti e luoghi d'interesse

### Architetture religiose

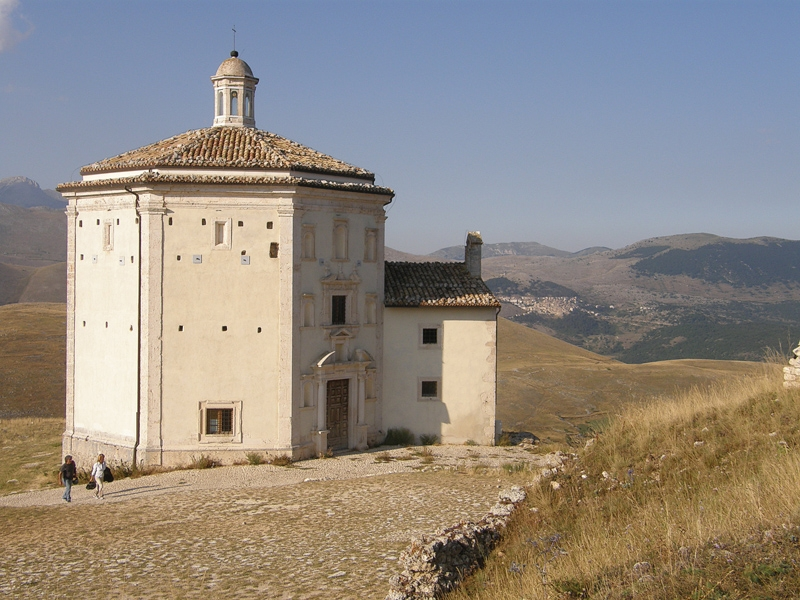
Chiesa di Santa Maria della Pietà
Nelle vicinanze della rocca, sul sentiero che porta a Santo Stefano di Sessanio, si trova la chiesa di Santa Maria della Pietà, eretta nel 1596 sul luogo dove, secondo la leggenda, la popolazione locale ebbe la meglio su una banda di briganti.
La chiesa, probabilmente fondata su una preesistente edicola rinascimentale, presenta una struttura esterna a pianta ottagonale con un ambiente adibito a sacrestia appoggiato a una delle facciate e una cupola a otto spicchi. L'interno, articolato su un sistema di paraste tuscaniche, presenta un dipinto raffigurante la Vergine miracolosa e una scultura di San Michele armato che raffigurano l'evento a cui secondo la tradizione si deve la costruzione della chiesa stessa (la cacciata dei briganti). Il tempio è oggi adibito a semplice oratorio ed è meta di fedeli e devoti.

### Architetture civili
Borgo

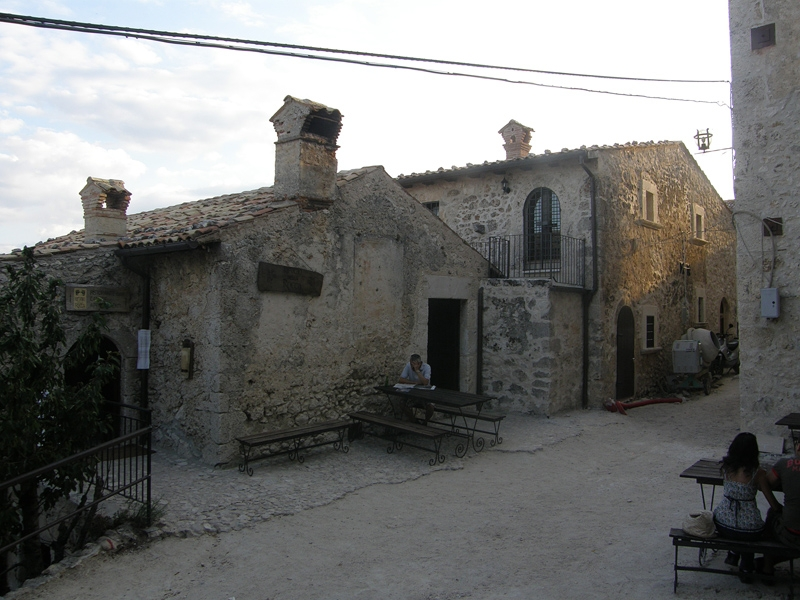
Scorcio del borgo medievale

A sud-est della rocca, lungo il sentiero che sale dall'abitato di Calascio, si trova il borgo medievale che costituisce con essa un unico organismo fortificato. Questo è costituito da una parte alta, più antica, di cui rimangono solamente alcuni resti archeologici e una parte bassa, più recente e parzialmente recuperata. Il suo sviluppo è legato alle modeste dimensioni della fortificazione e all'esiguità di uomini che riusciva a ospitare, oltre che alla necessità di salvaguardare la popolazione dagli assalti di invasori. Il collegamento con la rocca avveniva attraverso un ponte levatoio in legno, oggi sostituito da una semplice rampa.

### Architetture militari
Rocca

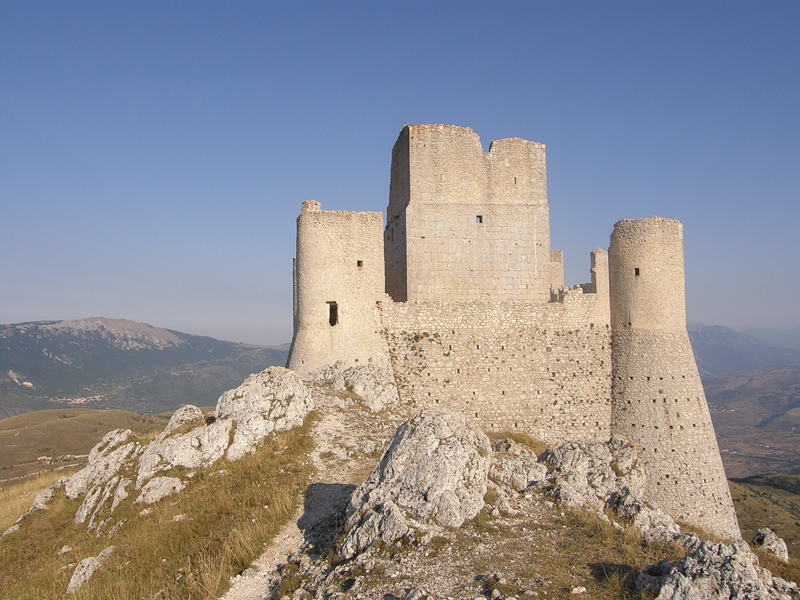
Vista del castello

La rocca, da cui la piccola frazione prende il nome, è il monumento più significativo dell'intero castello. È posta sul punto più alto del crinale, in posizione dominante su tutte le vallate circostanti.

## Cultura
Il borgo di Rocca Calascio è oggi un polo culturale, sede di numerosi eventi di diversa tematica, come la falconeria, concerti di musica classica e manifestazioni storico culturali.

### Cinema
Rocca Calascio e il suo progressivo spopolamento sono stati oggetto, nel 1968, del documentario Nel silenzio dei sassi di Romano Scavolini.
Nel borgo sono inoltre stati girati diversi film, tra cui Ladyhawke, Amici miei - Atto IIº, La piovra 7 e The American.

## Sport
Con la diffusione del turismo sportivo, Rocca Calascio è diventato punto di partenza e meta di numerosi itinerari di escursioni e trekking, che la collegano a Campo Imperatore e alle località abitate circostanti.